# Prievidza
Prievidza (tysk Priwitz, ungarsk Privigye) er en by og kommune i distriktet Prievidza i regionen Trenčín i det nordvestlige Slovakiet. Byen som har et areal på 43,063 km² og en befolkning på 51.412 indbyggere (2005).

## Eksterne links
- Officielle hjemmeside

- Wikimedia Commons har flere filer relateret til Prievidza